# Баити
Баити (англ. Baiti) — округ Науру. Расположен в северной части острова. Площадь 1,23 км², население 572 человек (2005).
Входит в состав избирательного округа Убенид.

## Природа
В прибрежный водах Баити отмечено 80 видов рыб и 8 видов кораллов. Коралловые рифы этого района характеризуются самым лучшим состоянием в Науру. Живой коралловый покров составляет около 90 %. Плотность населения рыб составляет в среднем 1,27 особи на кв. м. или 188,295 т на кв. км. Массовыми являются представители семейств Acanthuridae и Siganidae. Во внутренних районах Баити встречается случайно интродуцированое из Тропической Америки растение мунтингия (Muntingia calabura).